# Pequeña orquesta reincidentes
Pequeña orquesta reincidentes byla argentinská hudební skupina, založená v roce 1988. Ve své hudbě kombinuje hudbu a poezii z oblasti Río de la Plata; jejich hudba byla inspirována řadou odlišných stylů: od tanga, přes waltz, jazz i rock. Skupina se rozpadla v roce 2008. Skupina rovněž hrála s velšským hudebníkem Johnem Calem. Nahráli spolu píseň „Naranjo en flor“ pro film Salamandra.

## Diskografie
- Tarde (1994)
- Nuestros años felices (1996)
- ¿Qué sois ahora? (1998)
- Pequeña Orquesta Reincidentes (2000)
- Mi suerte (2001)
- Miguita de pan (2003)
- Traje (2005)
- Capricho (2007)